# Cantone di Bonneval
Il Cantone di Bonneval era una divisione amministrativa dell'arrondissement di Châteaudun.
A seguito della riforma approvata con decreto del 24 febbraio 2014, che ha avuto attuazione dopo le elezioni dipartimentali del 2015, è stato soppresso.

## Composizione
Comprendeva i comuni di:
- Alluyes
- Bonneval
- Bouville
- Bullainville
- Dancy
- Flacey
- Le Gault-Saint-Denis
- Meslay-le-Vidame
- Montboissier
- Montharville
- Moriers
- Neuvy-en-Dunois
- Pré-Saint-Évroult
- Pré-Saint-Martin
- Saint-Maur-sur-le-Loir
- Sancheville
- Saumeray
- Trizay-lès-Bonneval
- Villiers-Saint-Orien
- Vitray-en-Beauce